# 밧텐쇼죠타이
밧텐쇼죠타이(ばってん少女隊)는 스타더스트 프로모션에 소속된 일본의 여성 아이돌 그룹이다. 모모이로 클로버 Z 등의 그룹과 함께 STAR PLANET(통칭 스타프라)를 구성한다.

## 개요
스타더스트 프로모션 후쿠오카 흥업소에 소속해, 후쿠오카에 거점으로 활동하고 있다. 다만, STARDUST PLANET에 소속된 모모이로 클로버 Z, 시리츠에비스추가쿠, 초 도키메키 센덴부의 자매 그룹이다.
그룹의 슬로건 「스타더스트 프로모션 100년에 1조의 일재」는 신일본 프로 레슬링에서 허가를 받아 타나하시 히로시의 캐치 프레이즈를 빌리고 있다.

## 구성원
이름, 생년월일, 이미지 컬러
- 키야마 아이(希山 愛, 2000년 1월 10일(25세)), 후쿠오카현 출신 - 초록, 최연장자, 리더
- 우에다 리코(上田 理子, 2000년 11월 26일(24세)), 후쿠오카 현 출신 - 빨강, 서브리더
- 하루노 키이나(春乃 きいな, 2001년 7월 18일(24세)), 나가사키현 출신 - 노랑
- 아오이 리루아(蒼井 りるあ, 2006년 12월 10일(18세)), 후쿠오카 현 출신 - 분홍
- 야나기 미유(柳 美舞, 2007년 5월 10일(18세)), 후쿠오카 현 출신 - 하늘
- 아사이 아야네(浅井 アヤネ, 2008년 12월 7일(16세), 후쿠오카 현 출신 - 주황
- 아이리 미우(逢里 みう, 2009년 6월 7일(16세), 시즈오카현 출신 - 연보라
- 히나미 코코나(日南 心那, 2011년 8월 30일(13세), 사이타마현 출신 - 파랑

### 전 구성원
- 니시가키 아리사(西垣 有彩, 2002년 7월 21일(22세)), 야마구치현 출신 - 분홍
  - 2020년 4월 30일 탈퇴.
- 호시노 소라(星野 蒼良, 2003년 11월 14일(21세)), 도쿄도 출신 - 파랑, 후쿠오카 현 태생
  - 2021년 3월 28일 졸업.
- 세타 사쿠라(瀬田 さくら, 2002년 2월 2일(23세)), 후쿠오카 현 출신 - 보라
  - 2024년 12월 7일 졸업.

## 음반

### 싱글
인디즈
| 순서 | 타이틀         | 의미       | 발매일          | 최고순위 |
| ---- | -------------- | ---------- | --------------- | -------- |
| 1    | ばってん少女。 | 밧텐 소녀. | 2015년 9월 30일 | 19       |

메이저
| 순서 | 타이틀                                 | 의미                           | 발매일           | 최고순위 |
| ---- | -------------------------------------- | ------------------------------ | ---------------- | -------- |
| 1    | おっしょい!                            | 오죠!                          | 2016년 4월 20일  | 10       |
| 2    | よかよかダンス                         | 좋은 여가 댄스                 | 2016년 9월 14일  | 10       |
| 3    | すぺしゃるでい                         | 스페셜데이                     | 2017년 2월 15일  | 5        |
| 4    | MEGRRY GO ROUND                        | 메지리 고 라운드               | 2017년 12월 6일  | 10       |
| 5    | 無敵のビーナス                         | 무적의 비너스                  | 2018년 5월 9일   | 6        |
| 6    | BDM                                    | 비디엠                         | 2018년 11월 21일 | 7        |
| -    | ばりかたプライド                       | 버팀목 프라이드                | 2021년 5월 21일  | -        |
| -    | FREEな波に乗って                       | 프리한 물결을 타고             | 2021년 7월 4일   | -        |
| -    | わたし、恋始めたってよ!                | 나 사랑 시작했대!              | 2021년 11월 10일 | -        |
| -    | OiSa -2021 ver.-                       | 오이사 -2021 ver.-             | 2021년 12월 4일  | -        |
| -    | YOIMIYA                                | 요이미야                       | 2022년 3월 18일  | -        |
| -    | 虹ノ湊                                 | 무지개의 항구                  | 2022년 6월 29일  | -        |
| -    | あんたがたどこさ〜甘口しょうゆ仕立て〜 | 너네 어디야 ~단간장만들기~     | 2023년 7월 28일  | -        |
| -    | ヒナタベル                             | 히나타벨                       | 2023년 12월 7일  | -        |
| -    | ureshiino                              | 기뻐                           | 2024년 3월 22일  | -        |
| -    | トライじん                             | 트라이진                       | 2024년 7월 26일  | -        |
| -    | 進め! 乙女は止まらない                 | 아자아자! 소녀는 멈추지 않는다 | 2025년 7월 25일  | -        |

### 착신 싱글
- ありがとーと (2020년 6월 21일)
- でぃすたんす (2020년 7월 1일)
- Over (2020년 7월 8일)
- Dance in the night (2020년 7월 15일)
- MILLION SUMMERS (2020년 7월 22일)

### 착신 한정
- 6STARS (2019년 3월 13일)

### 앨범
| 순서 | 타이틀     | 의미   | 발매일                                           | 최고순위 |
| ---- | ---------- | ------ | ------------------------------------------------ | -------- |
| 1    | ますとばい | 돛단배 | 2017년 6월 21일                                  | 15       |
| 2    | BGM        | 비지엠 | 2019년 6월 19일                                  | 8        |
| 3    | ふぁん     | 팬     | 2020년 10월 28일                                 | -        |
| 4    | 九祭       | 구제   | 2022년 10월 19일 2024년 7월 26일 아날로그반 발매 | 9        |
| 5    | 九伝       | 구전   | 2024년 11월 13일                                 | -        |

## 같이 보기
- 모모이로 클로버 Z
- 시리츠에비스추가쿠
- TEAM SHACHI
- 초 도키메키 센덴부
- 아메후라시
- ukka
- 이키나리 토호쿠산
- LumiUnion
- 스타프라 연구생